# Pachybrachis bivittatus
Pachybrachis bivittatus är en skalbaggsart som först beskrevs av Thomas Say 1824.  Pachybrachis bivittatus ingår i släktet Pachybrachis och familjen bladbaggar. Inga underarter finns listade i Catalogue of Life.

## Bildgalleri

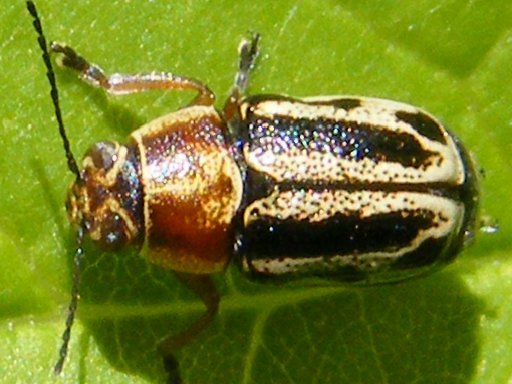
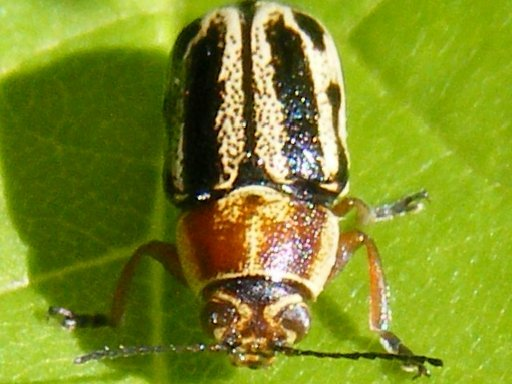
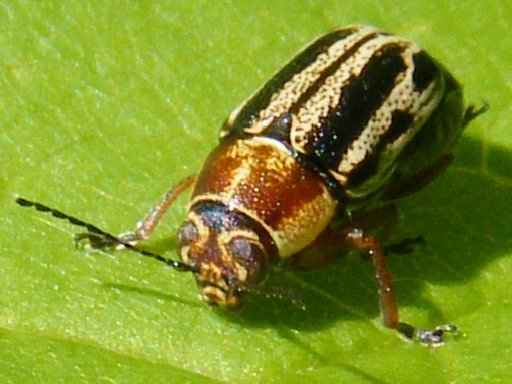
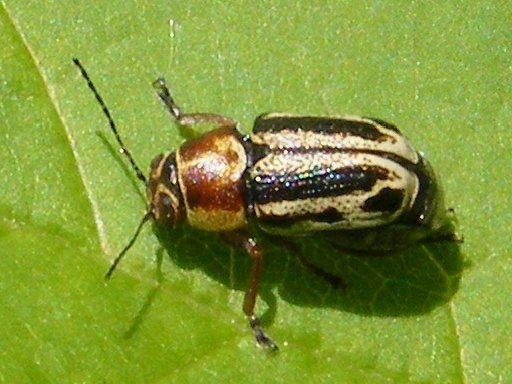